# Pyrgus
Genre
Pyrgus est un genre de lépidoptères (papillons) de la famille des Hesperiidae.

## Morphologie
Les imagos du genre Pyrgus sont de petits papillons au dessus des ailes brun sombre orné de taches blanches. 
Il est souvent difficile de distinguer les différentes espèces par leur ornementation alaire, et une identification certaine requiert souvent un examen des pièces génitales.

## Taxonomie
Le genre Pyrgus a été décrit par l'entomologiste allemand Jakob Hübner en 1819.
Son espèce type est Papilio alveolus Hübner, [1800-1803], qui est un synonyme de Pyrgus malvae (Linnaeus, 1758).
Le nom Pyrgus Hübner, 1819 a pour synonymes :
- Urbanus Hübner, 1806 (nom supprimé par l'ICZN)
- Scelotrix Rambur, 1858
- Bremeria Tutt, 1906
- Teleomorpha Warren, 1926
- Hemiteleomorapha Warren, 1926
- Ateleomorpha Warren, 1926

## Liste des espèces
D'après FUNET Tree of Life (19 mai 2019) :
- Pyrgus adepta Plötz, 1884
- Pyrgus aladaghensis de Prins & Poorten, 1995
- Pyrgus albescens Plötz, 1884
- Pyrgus alpinus (Erschoff, 1874)
- Pyrgus alveus Hübner, [1803] — l'Hespérie du faux-buis ou Plain-chant.
- Pyrgus andromedae (Wallengren, 1853) — l'Hespérie des frimas.
- Pyrgus armoricanus (Oberthür, 1910) — l'Hespérie des potentilles.
- Pyrgus badachschana (Alberti, 1939)
- Pyrgus barrosi Ureta, 1956
- Pyrgus bieti (Oberthür, 1886)
- Pyrgus bocchoris (Hewitson, 1874)
- Pyrgus bolkariensis de Prins & Poorten, 1995
- Pyrgus brenda Evans, 1942
- Pyrgus cacaliae (Rambur, 1839) — l'Hespérie du pas-d'âne.
- Pyrgus carlinae (Rambur, 1839) — l'Hespérie de la parcinière.
- Pyrgus carthami (Hübner, [1813]) — l'Hespérie du carthame.
- Pyrgus cashmirensis Moore, 1874
- Pyrgus centaureae (Rambur, 1839) – l'Hespérie grisâtre ou Hespérie de la ronce.
- Pyrgus cinarae (Rambur, 1839) — l'Hespérie castillane.
- Pyrgus cirsii (Rambur, 1839) — l'Hespérie des cirses.
- Pyrgus communis (Grote, 1872)
- Pyrgus crisia Herrich-Schäffer, 1865
- Pyrgus darwazicus Grum-Grshimailo, 1890
- Pyrgus dejeani (Oberthür, 1912)
- Pyrgus fides Hayward, 1940
- Pyrgus foulquieri (Oberthür, 1910) (= Pyrgus bellieri (Oberthür, 1910)) — l'Hespérie des hélianthèmes.
- Pyrgus jupei (Alberti, 1967)
- Pyrgus limbata (Erschoff, 1876)
- Pyrgus maculatus (Bremer & Grey, 1853)
- Pyrgus malvae (Linnaeus, 1758) — l'Hespérie de la mauve ou Tacheté.
- Pyrgus malvoides (Elwes & Edwards, 1897) — l'Hespérie de l'aigremoine.
- Pyrgus melotis (Duponchel, [1834]) — l'Hespérie des Cyclades.
- Pyrgus notatus (Blanchard, 1852)
- Pyrgus oberthueri (Leech, 1891)
- Pyrgus oileus (Linnaeus, 1767) — l'Hespérie tropicale à damier.
- Pyrgus onopordi (Rambur, 1840) — l'Hespérie de la malope.
- Pyrgus orcus (Stoll, [1780])
- Pyrgus orcynoides (Giacomelli, 1928)
- Pyrgus philetas Edwards, 1881
- Pyrgus ruralis (Boisduval, 1852)
- Pyrgus scriptura (Boisduval, 1852)
- Pyrgus serratulae (Rambur, 1839) — l'Hespérie de l'alchémille.
- Pyrgus sibirica (Reverdin, 1911)
- Pyrgus sidae (Esper, 1784) — l'Hespérie à bandes jaunes.
- Pyrgus speyeri (Staudinger, 1887)
- Pyrgus veturius Plötz, 1884
- Pyrgus warrenensis (Verity, 1928) — l'Hespérie rhétique.
- Pyrgus xanthus Edwards, 1878

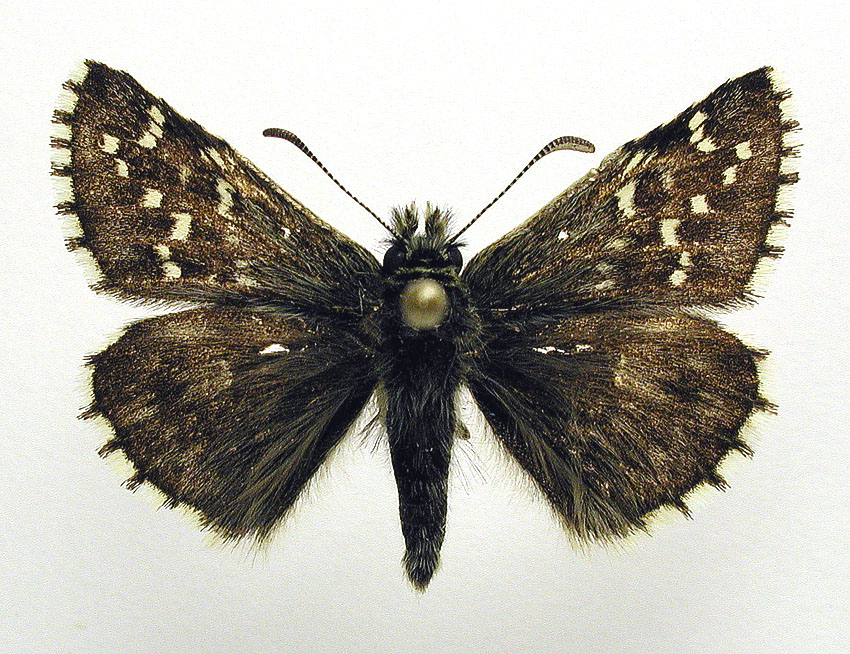
Pyrgus andromedae
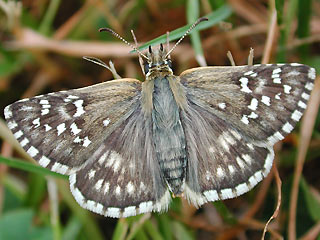
Pyrgus carthami
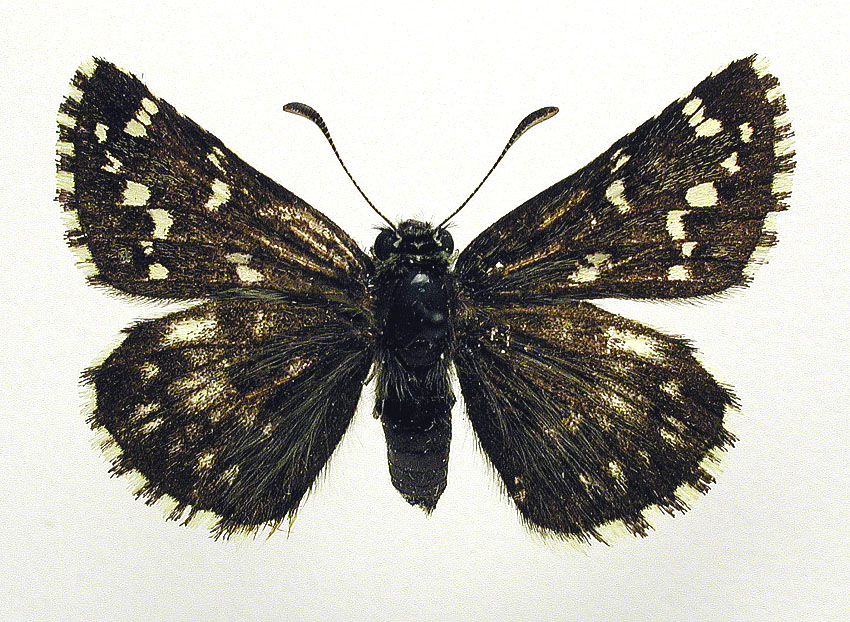
Pyrgus centaureae
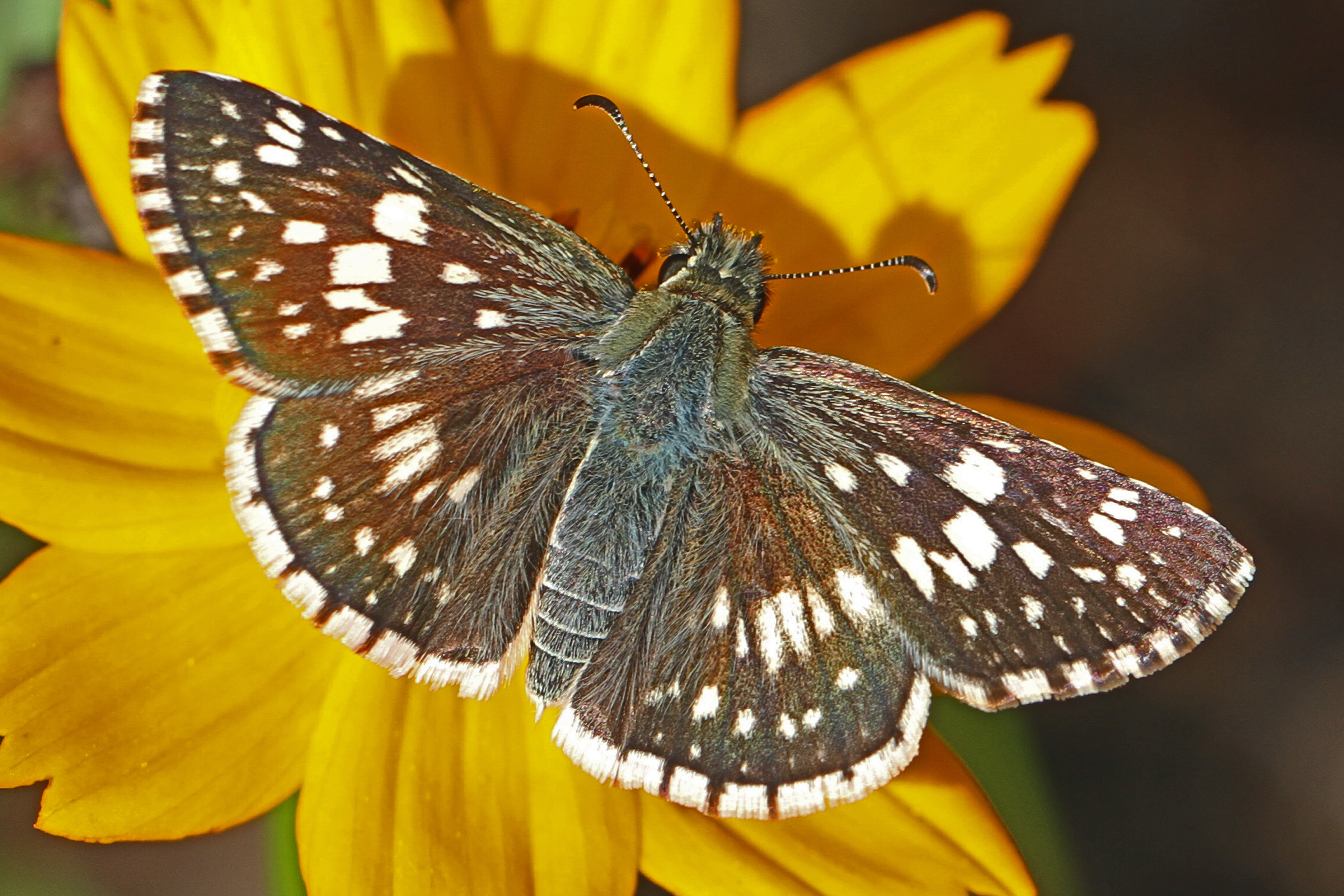
Pyrgus communis
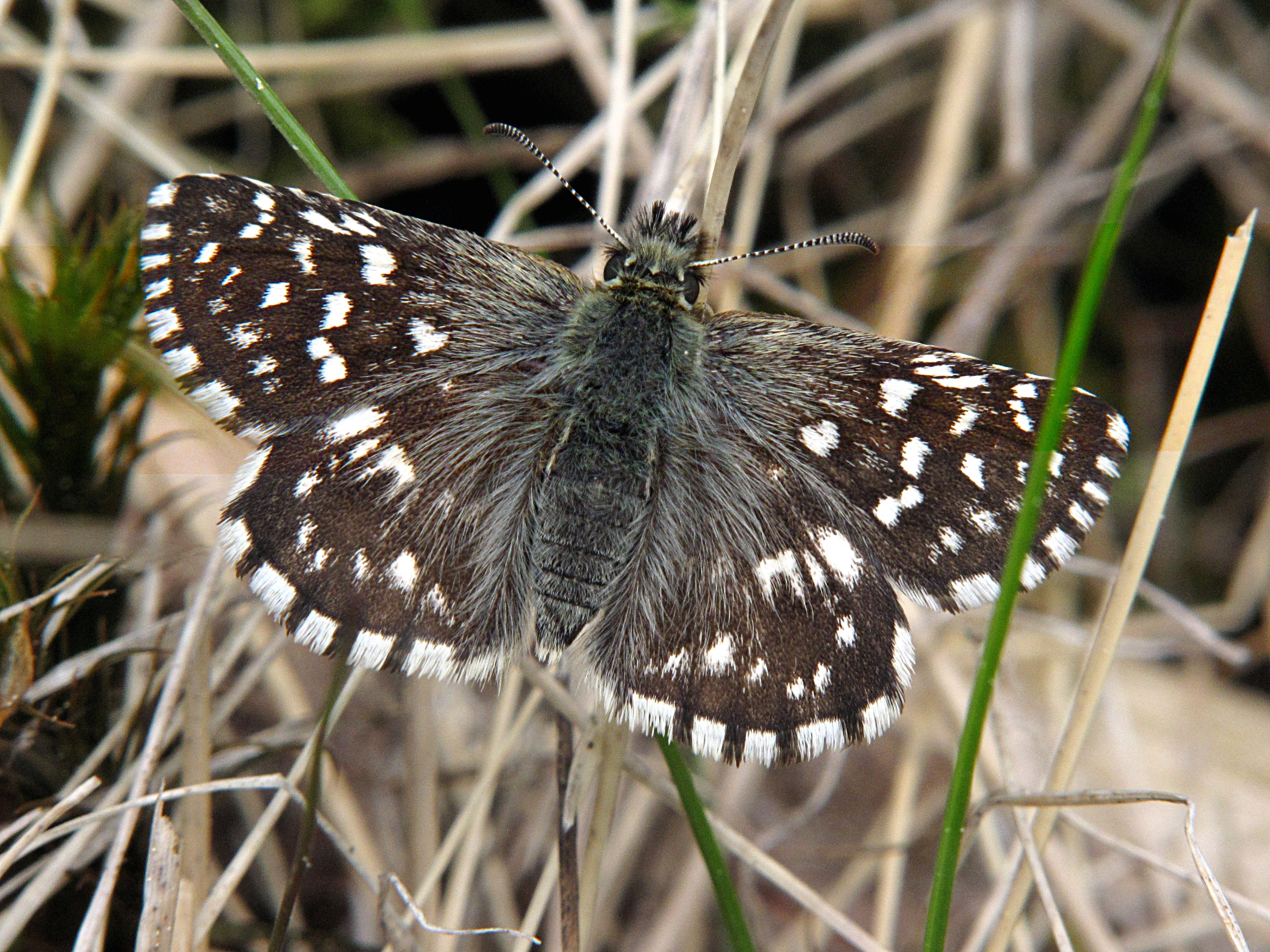
Pyrgus malvae
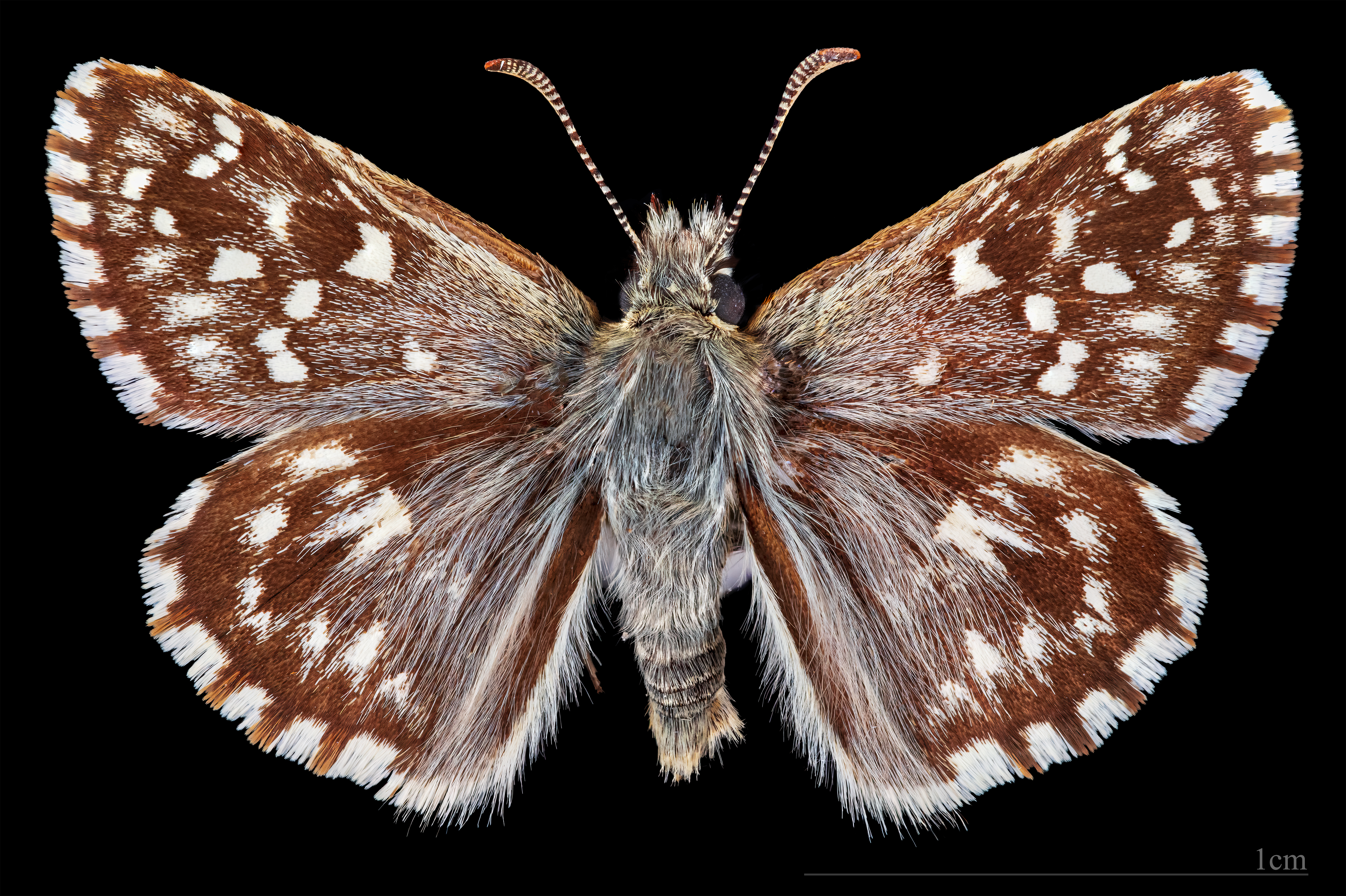
Pyrgus malvoides
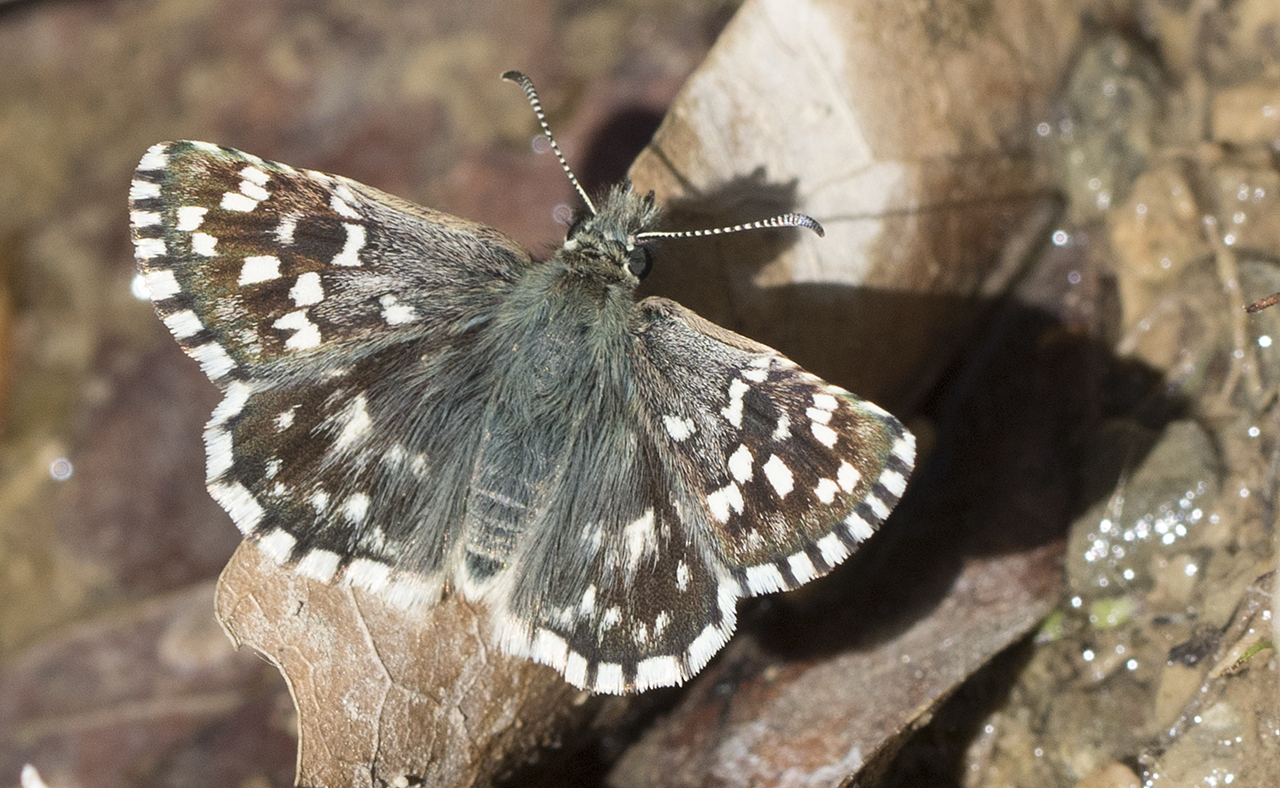
Pyrgus melotis
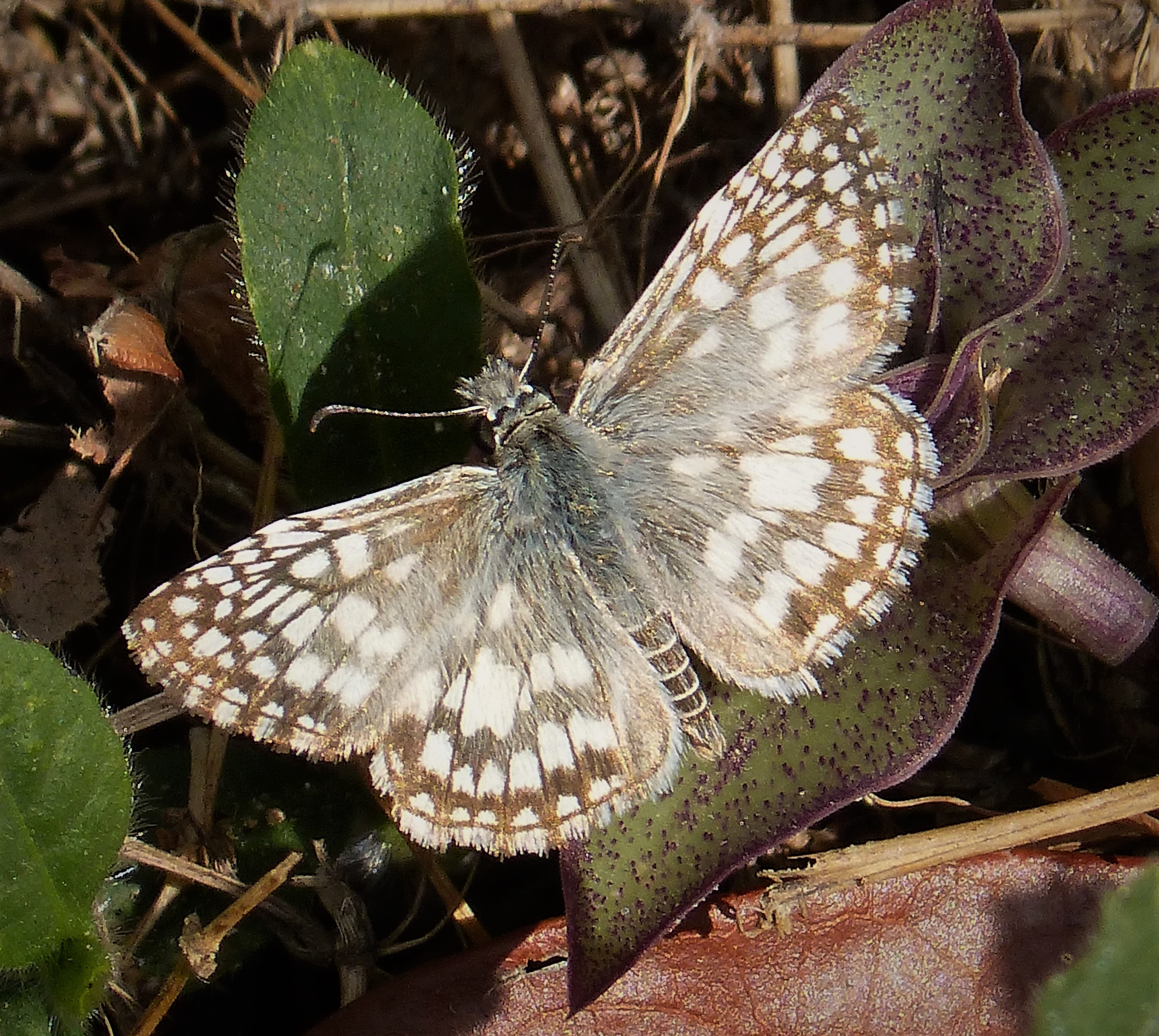
Pyrgus oileus
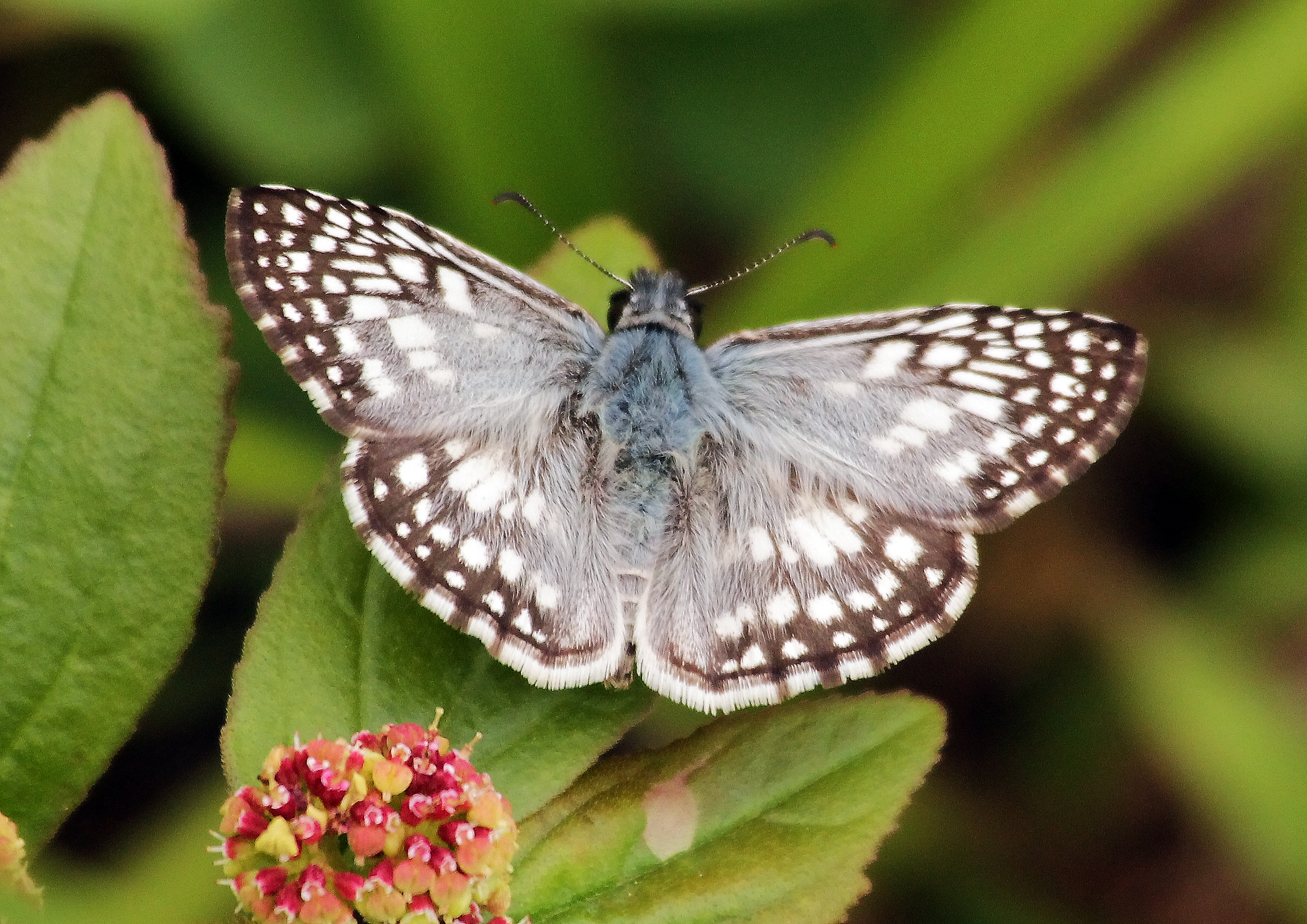
Pyrgus orcus
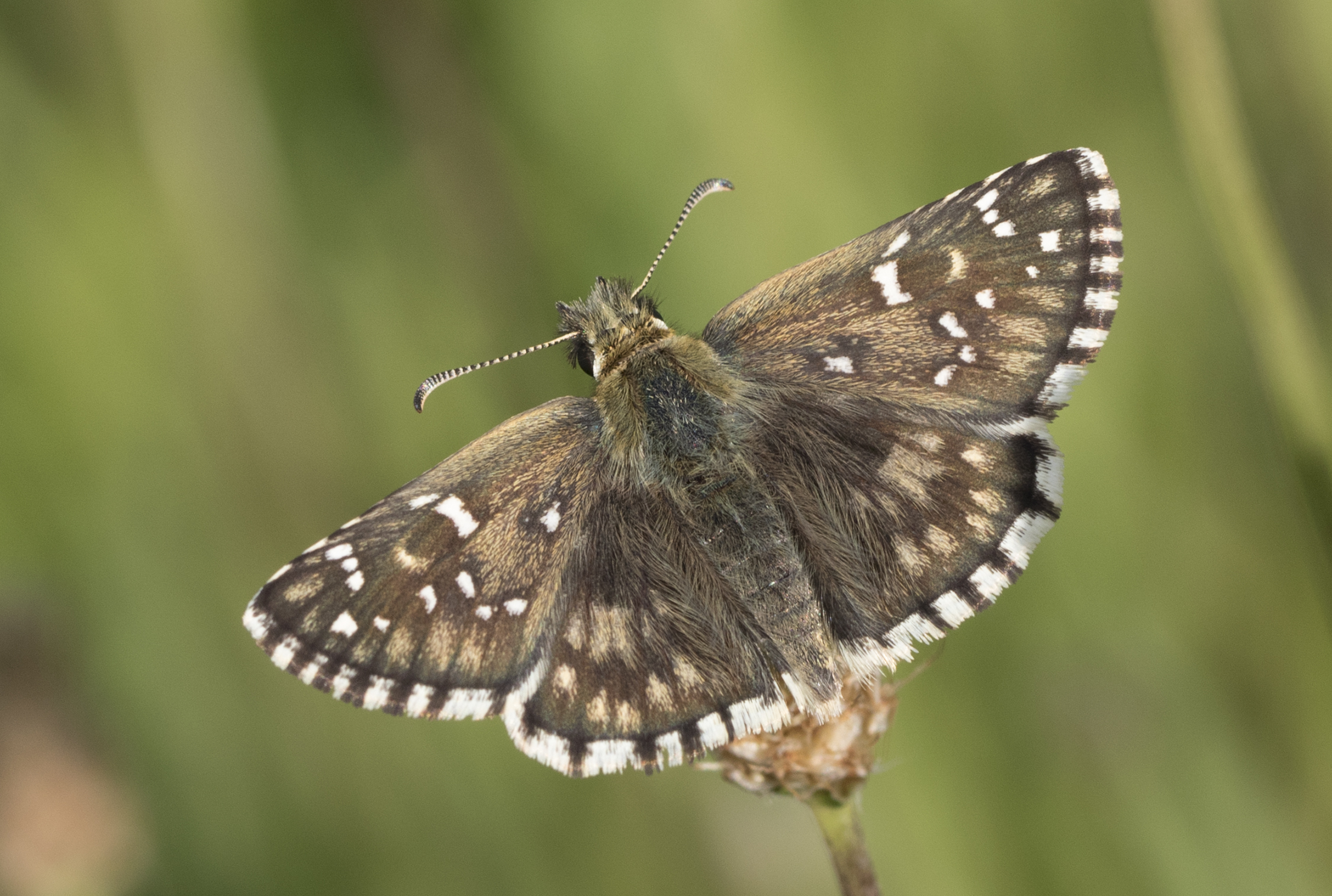
Pyrgus serratulae
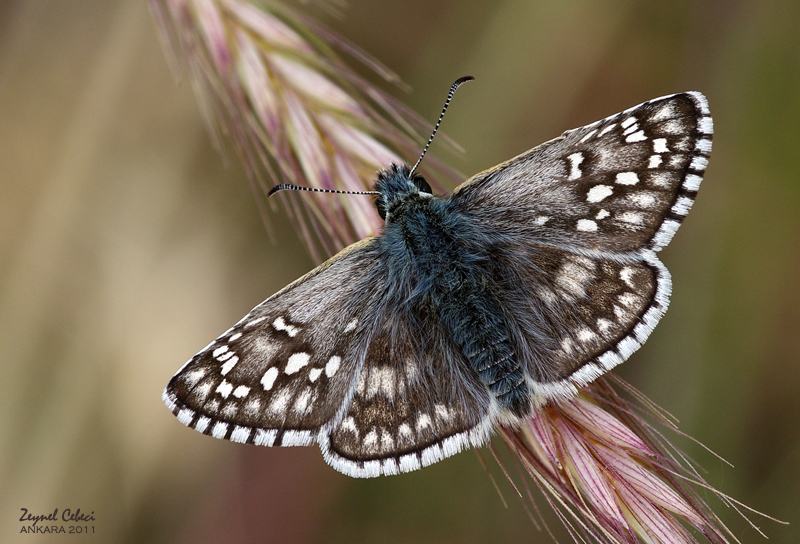
Pyrgus sidae